# Phrynobatrachus irangi
Phrynobatrachus irangi es una especie de anfibios de la familia Phrynobatrachidae.

## Distribución geográfica yhábitat
Es endémica del centro de Kenia. Su rango altitudinal oscila entre 1900 y 2300 m s. n. m..

## Estado de conservación
Se encuentra amenazada de extinción por la pérdida de su hábitat natural.